# Julie Helene Bider

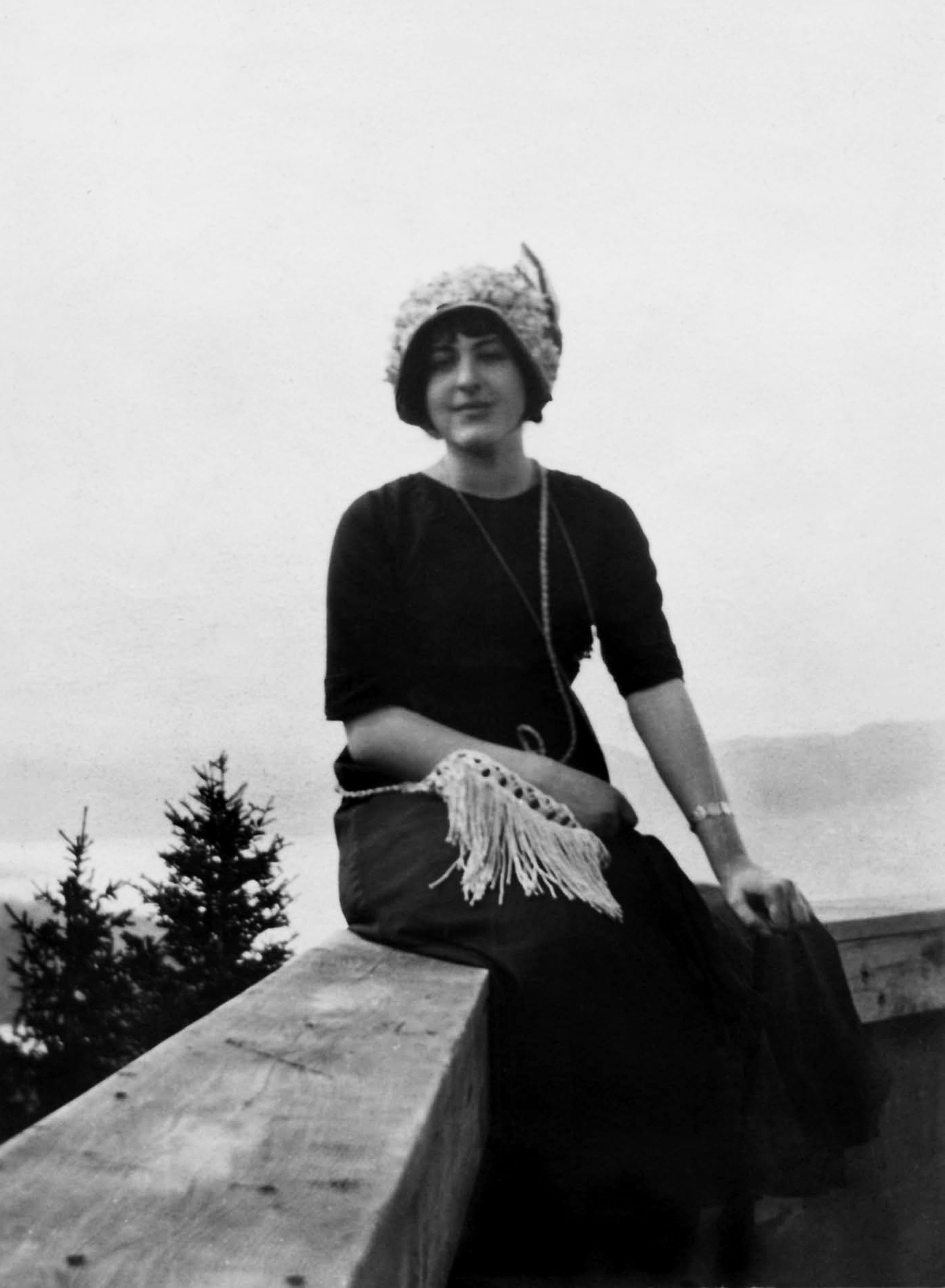
Julie Helene Bider. Bild 1916

Julie Helene Bider, auch Leny Bider (* 8. November 1894 in Langenbruck; † 7. Juli 1919 in Zürich), war eine Schweizer Stummfilm-Schauspielerin.

## Leben

### Kindheit und Jugend
Julie Helene Bider wurde am 8. November 1894 im Kurort Langenbruck am Oberen Hauenstein im Kanton Basel-Landschaft in eine mittelständische Tuchhändler-, Geranten- und Politikerfamilie hineingeboren. 1890 und 1891 kamen ihre beiden Brüder Georges Alphons («Schorsch»; 1890–1946) und Oskar Marcus («Oski»; 1891–1919), der spätere Aviatikpionier und Cheffluglehrer in Dübendorf, zur Welt. Georges wurde Arzt. Er litt während seines ganzen Lebens an Lungenproblemen.
Nach dem frühen Tod der Mutter Frieda Marie, geb. Glur (1869–1907), zog Vater Jakob (1855–1911) im Herbst 1908 mit seinen drei Kindern nach Basel. Dort trat Leny – die noch im Grundschulalter (Primarschule) war – direkt in die höhere Töchterschule, das Basler Mädchengymnasium, ein. Sie begann sich überdies für die Basler Theater- und Konzertwelt zu interessieren. Als deutlich Pubertierende spielten für sie die üblichen Schwärmereien für Schauspieler und Musiker eine wichtige Rolle. Unter ihnen befand sich der Schauspieler Robert Peter. Von Peter's Darstellung des Hamlet, den er in allen «dunklen» Fazetten (schwarz verhüllt mit Schädel auf der Hand …) spielte, war Leny begeistert. Viele ihrer Erlebnisse hielt sie ab 1910 bis 1912 in einem Tagebuch fest. Sie machte sich darin wöchentlich, manchmal täglich, recht tiefschürfende Gedanken über sich selbst. Sie scheint oft voller Sehnsüchte, Selbstzweifel und -vorwürfe. Andererseits drosch sie viel «Görenstroh»; so, wie das bei Mädchen ihres Alters schon damals der Fall war.
Nach dem plötzlichen Tod des Vaters infolge Lungenentzündung fiel ihre ehemals eng «gestrickte», fünfköpfige Familie vollständig auseinander. Bider wurde als Vollwaise vorübergehend zu ihrem Vormund und Onkel, Max Albert Glur-Forster (1881–1948) und Gattin Martha (1889–1982) in die basellandschaftliche Kantonshauptstadt Liestal geholt. Einige Wochen besuchte sie dort die Mädchensekundarschule, wo ihr Vormund Rektor war. Er befasste sich in seiner Freizeit mit der Aquarellmalerei. Weiter war er von der griechischen Klassik, den alten Komödien und Dramen, sehr angetan. Bider war begeistert von dieser besonderen Neigung ihres Onkels. Dramen waren forthin ein wesentlicher Bestandteil ihres «Tagträumens» und Interesses für die griechische Klassik. Im April 1911 wurde sie sodann – der protestantischen Glaubensrichtung zugehörend – in Liestal konfirmiert.
Im Mai 1911 wurde Bider, noch auf vormalige Anordnung ihres Vaters, in das Mädchenpensionat «Clos du Matin» in Lausanne gesteckt. Es stand unter der Führung von Mme. A. Piguet-Truan an der Rue du Valentin 42. Für das ziemlich aufmüpfige Mädchen gestaltete sich der Schulalltag dort wie zuvor in Basel: Der manchmal etwas chaotische Unterricht war gefolgt von heiss ersehnten Stadtbesuchen. Sie schwärmte dort, so wie bisher, für Schauspiel und klassische Konzerte. Wieder begeisterte sie sich für junge Repräsentanten der Lausanner Künstlerszene, denn sie wollte Künstlerin werden. Im April 1912 wurde sie auf Beschluss ihres Vormunds von Oskar vorzeitig aus dem Lausanner Pensionat heimgeholt. Man befürchtete Schwierigkeiten Biders im Mädchenpensionat wegen unziemlichem, pubertärem Verhalten. Die Pensionatsleiterin hatte sie nicht mehr zuverlässig unter Kontrolle, wie aus den Niederschriften im erwähnten Tagebuch hervorgeht.
In der Pensionatsklasse hatte sich Leny sofort mit den Mitschülerinnen Gisela Hamburger (1895–1941) aus Würzburg und Jeanne Lecoultre (1895–1987) aus Le Sentier VD angefreundet. Durch den Schriftverkehr der Klassenkameradinnen können einige Details aus Lenys späterem Leben dokumentiert werden. Hamburgers Eltern führten in Würzburg ein Herrenbekleidungsgeschäft. Gisela Hamburger zog 1928 nach München und wurde im November 1941 nach Litauen deportiert, wo sie noch am Tag ihrer Ankunft, am 25. November 1941, im Konzentrationslager Kowno (d. h. im Vernichtungslager Kaunas) gemeinsam mit über 2900 weiteren Deportierten erschossen wurde.
Erhalten geblieben sind zwei schriftliche Dokumente der beiden Freundinnen: Eine Ansichtskarte Biders vom «Nationalen Flugspendetag» in Basel, versandt am 9. März 1913 nach Würzburg. Bider flog an jenem Tag als Passagierin erstmals auf einer Blériot mit ihrem Bruder Oskar. Hamburger sandte ein letztes Mal mit Datum vom 12. Juli 1919 eine eng beschriebene Karte an die frisch vermählte Leny Jucker (geb. Bider) nach Zürich. Darin rügt sie deren knapp gehaltene Vermählungsanzeige, die so gar nichts Persönliches enthalte.
Laut Tagebuchtexten haben sich die beiden Mädchen damals in Lausanne über Alltägliches, Gruppendynamisches im Pensionat, aber auch über klassische Themen ausgetauscht. Dazu gehörte auch die griechische Tragödie. Hamburger verfasste zu diesem Thema für ihre Freundin eigens ein dreiteiliges, griechisches Ehedrama. Dieses endete in einer tödlichen Tragödie – die enttäuschte Griechin nahm sich das Leben. Der Text – ganz nach Biders klassischen Neigungen – wurde danach ihrem Tagebuch beigelegt. Nur wenige Tage nach dem Austritt aus dem Lausanner Pensionat schickte man Bider in die streng geführte Haushaltungsschule im Schloss Ralligen am Thunersee. Biders Verwandten – die drei Onkelfamilien Glur – wünschten, aus der impulsiven Jugendlichen eine zuverlässige Gattin und Mutter zu formen.
Im Mai 1913 reiste die junge Frau allein nach England. Der von ihren Verwandten als Begleiter vorgesehene Bruder Oskar war gerade mit einem Flugspende-Wochenende in Sitten im Kanton Wallis beschäftigt und demzufolge verhindert, seine 19-jährige Schwester nach London zu begleiten. In England war Bider in Haushalten mit Kindern angestellt. Vorerst hütete sie an der «Oatlands Chase» in Weybridge / Surrey bei der Familie des Friedensrichters William Alfred Bilney (J. P.; Justice of Peace) drei Kinder im Schulalter. Danach zog sie weiter nach Lincolnshire zur Familie des Farmers G. A. Riggall in Ulceby Grange bei Alford, wo sie ein 14-jähriges Mädchen zu betreuen hatte. Zuletzt besuchte Bider unter anderem den mondänen Kurort Woodhall Spa, ebenfalls in Lincolnshire. Dort hielten sich hin und wieder auch Mitglieder der Königsfamilie auf. Im Juli 1914 kehrte Bider via London, diesmal jedoch begleitet von ihrem Cousin Paul Robert Cardinaux-Gerster (1876–1957) aus Bern, in die Schweiz zurück. Höchstwahrscheinlich wohnte sie bis April 1915 in Bern bei der Familie dieses Cousins.

### Leben in Zürich
Bider erreichte den Zenit ihres kurzen Lebens ab 1915 in Zürich. Vorerst besuchte sie eine Kunstfachschule und dann eine Stummfilm-Schauspielschule. Während einiger Monate, ab November 1916 bis zum Frühjahr 1917, betrieb sie an der Bahnhofstrasse 33 im Dachgeschoss ein kleines Moden-Atelier. Mehrfarbige Grossreproduktionen von 16 ihrer damaligen Damenhut-Entwürfe in Aquarell – und einige als Tuscheskizzen – können seit April 2015 im Hotel Erica in Langenbruck in Dauerausstellung besichtigt werden. Diese Originale waren 2014 bei fernen Verwandten Biders zufällig wiederentdeckt worden. Einige ihrer Tusche-Hutskizzen lehnen deutlich an den in Zürich damals gerade aufspriessenden Dadaismus an («Cabaret Voltaire» – Eröffnung am 5. Februar 1916). Auch für das «Mascotte» im Palais CORSO am Zürcher Bellevueplatz (Eröffnung am 13. Januar 1916), hinterliess Bider künstlerische Spuren – sie tat dies in einem Inseratentwurf «Collage mit Kopf und Hut».
Im Frühling 1917 belegte Bider unter ihrem vollen Namen eine erste Filmrolle. Als eine von zwei Rädelsführerinnen eines Mädchenpensionats – diesbezüglich hatte sie Erfahrung aus ihrer Lausanner Zeit. Es handelte sich um den armeekritischen Kinoschwank «Frühlingsmanöver». Dieser verschollene 15-minütige Stummfilm begeisterte das Zürcher und Basler Kinopublikum enorm. Die Armeeleitung um General Ulrich Wille jedoch war nicht amüsiert. Zeitgenössische Filmkritiken der Tagespresse und im Zürcher Kinofilm-Journal «Kinema» belegen dies. Im Film wurden unter anderem Offiziersuniformen benutzt. Dies war damals ein krasser Verstoss gegen Armeevorschriften.
Im Sommer 1917 erhielt Bider, nun unter dem Pseudonym «Leny Harold», die Hauptrolle im volkstümlichen Bergdrama «Der Bergführer». Im 65-minütigen Film spielte sie überdies noch eine Neben- und eine kurze Statistenrolle; höchstwahrscheinlich aus Gründen der knappen Finanzen in jenem Filmunternehmen (Express Film M. Lips, Basel). Bider setzte darin ihr stummfilmbedingt ausdrucksvolles Körperspiel sehr gewandt in Szene. Sie legte eine selbstbestimmte, eigensinnig-persönliche Rollendarbietung vor – bis hin zu einer damals skandalösen Kuss-Szene.

Von zahlreichen ihrer Szenen, wie zum Beispiel ihr bewegendes Mienenspiel einer Trauernden, war das Kinopublikum sehr angetan. Bider inszenierte in jenen schmerzvollen Szenen eine in Selbstvorwürfen und Schuldgefühlen aufgelöste Frau (vgl. dazu ihre früheren emotionalen Gedankengänge im Tagebuch von 1910–1912 samt Textbeilage von Gisela Hamburgers griech. Drama). Zur Basler Film-Première nur soviel: «Nur ein kleiner Teil der Besucher verliess das Basler Lichtspieltheater ‹Cardinal› ohne vorher eine Träne aus den Augen zu wischen».

Geschwister Julie Helene und Oskar Bider. Bild ca. 1915

Nach diesem Höhepunkt 1917/1918 in Biders kurzem Leben als Künstlerin blieb ihr nur noch die Aussicht auf ein ihr grundsätzlich verhasstes, einengendes Eheleben. Zahlreiche ihrer ehemaligen Freundinnen und Kolleginnen waren offenbar verheiratet, so wie das für anständige Töchter damals erforderlich war. Nicht so für die sich nach unbändiger Freiheit sehnenden Bider. Sie verlobte sich zwar Anfang 1919 mit dem Zürcher Akademiker Ernst Jucker (1889–1921), der in eigener Regie Apotheker in der Stadt war. Sein Geschäft litt jedoch wegen des Kriegs und den allgemeinen Krisen an schweren Finanzproblemen (Wirtschaftsflaute der Kriegsjahre, soziale Unruhen in Zürich). Darüber hinaus war Jucker jedoch ein anerkannter, strebsamer Kavallerieoffizier und Fliegerbeobachter der Fliegerabteilung der Armee. Ausgebildet dazu wurde er zufällig von Biders Bruder Oskar. Dieser war seit Kriegsbeginn 1914 in Dübendorf Cheffluglehrer der Fliegerabteilung der Schweizer Armee, zuletzt im Range eines Oberleutnants. Leny Bider wähnte sich erneut vor einer verhassten «Vormundschaft», so einer wie sie dies vor Jahren schon in ihrem Tagebuch niedergeschrieben hatte. Diesmal jedoch jene einer Ehe.

### Tod

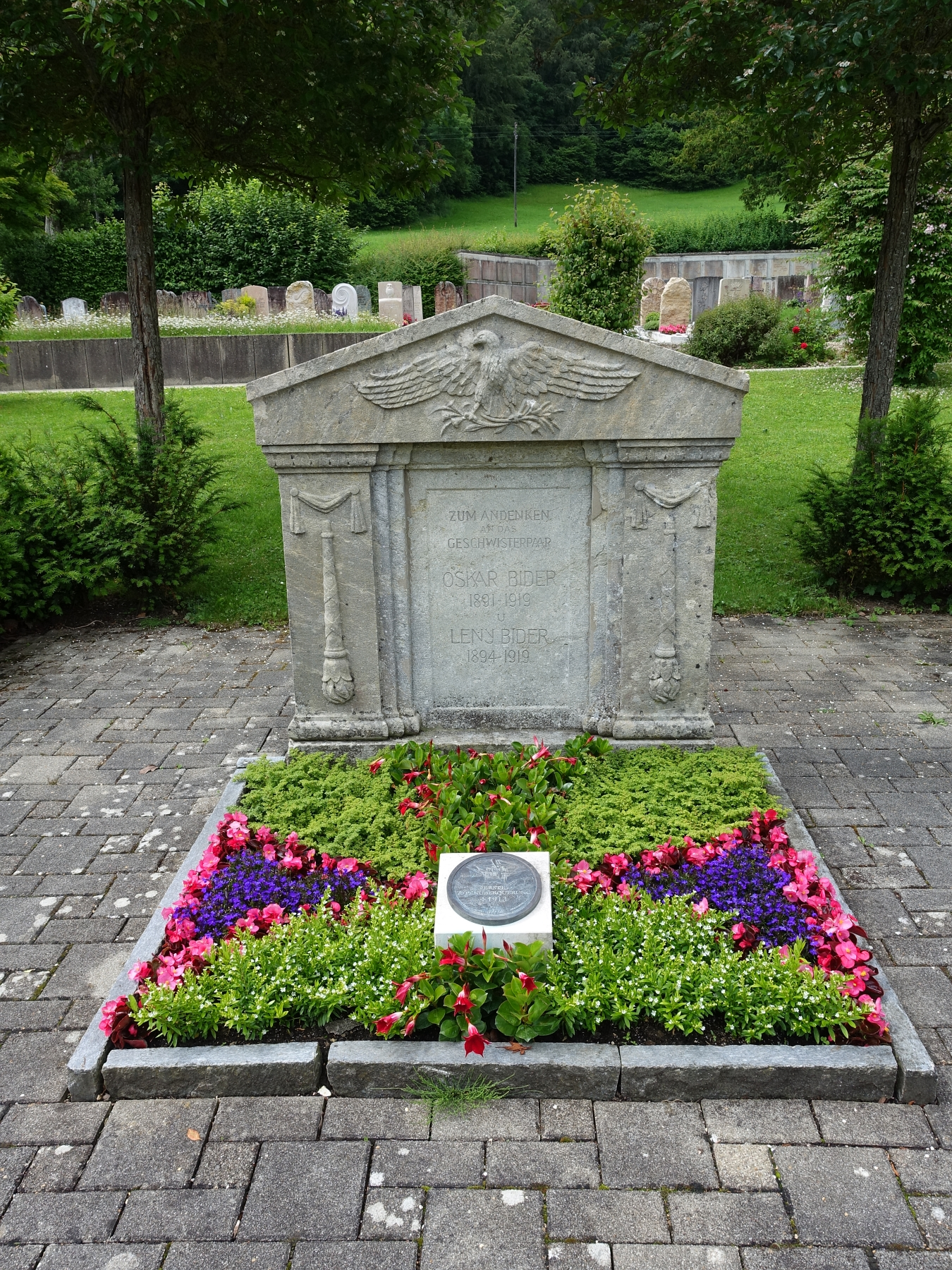
Grab in Langenbruck

Frühmorgens am 7. Juli 1919 stürzte Leny Biders Bruder Oskar tödlich ab. Er stand nach dem kurz zuvor erfolgten Abschied aus der Fliegerabteilung der Armee gerade vor wichtigen Entscheidungen in die berufliche Selbständigkeit. Oskar Bider sah soziale und berufliche Probleme auf sich zukommen. Als ehemaliger landesweit verehrter und bewunderter Aviatikpionier sowie Cheffluglehrer im Offiziersrang stand er plötzlich im Gegenwind des zivilen Erwerbsleben und einer beabsichtigten, nachhaltigen Familiengründung.
Leny Bider war ihrem Bruder Oskar nahegestanden, mit Georges hingegen vertrug sie sich laut einem Brief ihres Onkels in Liestal überhaupt nicht. Sie setzte ihrem Leben noch am Tag des Todes von Oskar Bider in ihrem Mietzimmer im Hotel «Bellevue au Lac» durch einen Kopfschuss ein Ende, das zu einer ihrer Tagebuch-Geschichten über eine «griechische Ehe-Tragödie» passt. Über dieses Vorkommnis unterrichtet ein Abschiedsbrief von Ernst Jucker an seine soeben verstorbene Braut Leny, datiert vom 7. Juli 1919 (Fassung aus Druckerei NZZ, Zürich), den er an seine Verwandten und Bekannten verteilt hat.

### Besonderes zu «Lou» Schneider aus Falkensee/b.Spandau
Ab April 1919 hielten sich in Zürich zwei aus Falkensee/Spandau angereiste Damen der Familie des 1914 in Deutschland eingebürgerten Schweizer Flugzeugbauers Ingenieur Franz Schneider-Speyer (1871–1941) auf. Es handelte sich um die Ingenieurs-Gemahlin Lucie Schneider (1877–1944; geb. Speyer), und ihre Tochter Louise Wilhelmine (1900–1945) – genannt «Lou». Beide bezogen Anfang April 1919 ein Zimmer im ehemaligen Hotel «Bellevue au Lac» am Zürcher Bellevueplatz. In derselben Liegenschaft wohnte auch Bider.
Der Grund für den Aufenthalt der beiden Damen in Zürich ist unbekannt. Beide waren jedoch Passagierinnen am 5. April 1919 auf einem Biplan der schweizerischen Fliegerabteilung in Dübendorf bei Zürich. Pilotiert wurde jener Haefeli Doppeldecker (DH-3) auf diesen beiden privaten Flügen durch Oberleutnant und Cheffluglehrer Oskar Bider. Solche Flüge waren amtlich erlaubt und zur Förderung des Ansehens der Fliegerei damals üblich. Belegt sind die Flüge mit den beiden Schneider-Damen durch zwei Fotos, die durch Oskar Bider datierte und signierte worden sind. Kurz nach diesen beiden Flügen im April 1919 kehrte Lucie Schneider-Speyer vorerst wieder nach Falkensee/Spandau zurück. Ihre Tochter «Lou» hingegen blieb in Zürich.
Weiter blieb ein persönlicher Brief erhalten, den «Lou» am 12. Juni 1919 aus dem «Bellevue au Lac» an Oberleutnant Bider richtete. Das benutzte Briefpapier war mit dem Aufdruck des ehemaligen Hotels versehen. Im Brief teilte «Lou» Oblt. Bider mit, dass sie nicht die Absicht habe, ihm mehr als eine gute Freundin zu sein.
Wenige Wochen später wurde «Lou» so zu einer unmittelbaren Zeitzeugin der tragischen Ereignisse am 7. Juli 1919 um den Tod sowohl von Bider im Zürcher «Bellevue au Lac» als auch von deren Bruder Oskar. Dass «Lou» darüber bestürzt war, versteht sich von selbst, und wird zugleich belegt durch die Anreise schon am 23. Juli 1919 ihrer Mutter Lucie aus dem fernen Falkensee. Auf der Her- und Rückreise wurde sie durch ihren erst 15-jährigen Sohn, Georg Franz (1904–1979), begleitet.
Luise Wilhelmine Schneider verheiratete sich einige Jahre später – vermutl. 1923 – mit dem Berliner Bauunternehmer Otto Röling (1901–1975). Das Paar hatte einen Sohn, Franz Wilhelm Egon (1924–1980). In ihrer Familie hat «Lou» jedoch keine weitergehenden Erinnerungen schriftlicher oder mündlicher Art über ihren Zürcher Aufenthalt von April bis Juli 1919 hinterlassen. In der Familie Röling war einzig bekannt, dass «Lou» eine persönliche Beziehung zum Oberleutnant der Fliegerabteilung der Schweizer Armee, Oskar Bider, gehabt habe. Welches Ausmass diese angenommen hatte, blieb in «Lou»'s Familie – in Unkenntnis des genannten Briefs vom Juni 1919 aus dem «Bellevue au Lac» – jedoch ungewiss.
Georg Franz Schneider – «Lou»'s Bruder – verliess am 1. Juni 1945 mit Gattin Helene Rosa Margarete, geb. Schulz (1904–1995), und Sohn Frank Axel Michael (* 1937), die vorübergehende Wohnung in Berlin/Hellersdorf (Quedlinburger Strasse). In einem Flüchtlings-Treck gelangte die Familie via Brüssel nach Neuenburg in der Schweiz. Ende 1945 bezogen die Schneiders in Luzern eine Wohnung, die der schweiz. Eidgenossenschaft gehörte (so gen. «Bundeswohnung» – für ihre Angestellten). Ing. Georg Franz Schneider erhielt nämlich bei den Flugzeugwerken der schweizerischen Eidgenossenschaft in Emmen nahe Luzern eine Anstellung als Techniker 1. Klasse. Diese Anstellung bestand bis zu seiner ordentlichen Pensionierung im Jahre 1969.
Über die gemeinsame Reise in jenen Wochen im Juli 1919 mit seiner Mutter Lucie aus Falkensee nach Zürich und zurück hat Georg später weder schriftliche noch mündliche Erinnerungen hinterlassen. Somit liegt, was ihn anbelangt, ebenfalls nichts Weiterführendes vor über die damalige gefühlte Befindlichkeit seiner Schwester «Lou» in Zürich; dies nach ihrem aussergewöhnlichen Erlebnis in den ersten Tagen im Juli 1919 im «Bellevue au Lac».
Das Ingenieur-Ehepaar Schneider-Speyer in Falkensee, die Eltern von «Lou» und Georg Franz, emigrierten im Dezember 1936 auf einem Dampfer via Kapstadt nach Tokio. In Japan blieb das Paar bis zum Lebensende. Ing. Franz Schneiders Urne ruht auf dem Friedhof von Yokohama. Jene seiner Gemahlin Lucie wurde nach dem Bombenabwurf auf Nagasaki ins Familiengrab der Röling – auf dem Friedhof von Charlottenburg – verbracht.